# Диоксид-дифторид хрома
Фто́ристый хроми́л (диоксид-дифторид хрома) — неорганическое соединение металла хрома, фтора и кислорода (оксосоль) с формулой CrO2F2, 
фиолетово-красные кристаллы с резким запахом,
гидролизуется в воде.

## Получение
- Действие концентрированной серной кислоты на смесь фторида кальция и какого-либо хромата или бихромата:

{\displaystyle {\mathsf {PbCrO_{4}+CaF_{2}+2H_{2}SO_{4}\ {\xrightarrow {T}}\ CrO_{2}F_{2}\uparrow +CaSO_{4}+PbSO_{4}+2H_{2}O}}}
{\displaystyle {\mathsf {K_{2}Cr_{2}O_{7}+2CaF_{2}+3H_{2}SO_{4}\ {\xrightarrow {T}}\ 2CrO_{2}F_{2}\uparrow +2CaSO_{4}+K_{2}SO_{4}+3H_{2}O}}}
- Действие безводной плавиковой кислоты на оксид хрома(VI) или бихромат калия:

{\displaystyle {\mathsf {CrO_{3}+2HF\ {\xrightarrow {}}\ CrO_{2}F_{2}+H_{2}O}}}
{\displaystyle {\mathsf {K_{2}Cr_{2}O_{7}+6HF\ {\xrightarrow {}}\ 2CrO_{2}F_{2}+2KF+3H_{2}O}}}
- Фторирование Диоксид-дихлорида хрома:

{\displaystyle {\mathsf {CrO_{2}Cl_{2}+F_{2}\ {\xrightarrow {200^{o}C}}\ CrO_{2}F_{2}+Cl_{2}}}}

## Физические свойства
Фтористый хромил образует фиолетово-красные кристаллы моноклинной сингонии, пространственная группа P 21/c, параметры ячейки a = 0,568 нм, b = 0,492 нм, c = 0,904 нм, β = 93°, Z = 4.
Гидролизуется водой, разъедает стекло.

## Химические свойства
- Реагирует с водой:

{\displaystyle {\mathsf {CrO_{2}F_{2}+2H_{2}O\ {\xrightarrow {}}\ H_{2}CrO_{4}+2HF}}}

## Применение
- Реагент в органическом и неорганическом синтезе.